# Les Pinthières
Les Pinthières sont une commune française rurale, située dans le département d'Eure-et-Loir en région Centre-Val de Loire.

## Géographie

### Situation
La commune fait partie de l'arrondissement de Dreux, du canton d'Épernon, ainsi que de la Communauté de communes des Portes Euréliennes d'Île-de-France.
À proximité se trouvent de nombreux bois et forêts, comme les bois de la Charmoie, de l’Épars et de Gazeran.

Situation géographique
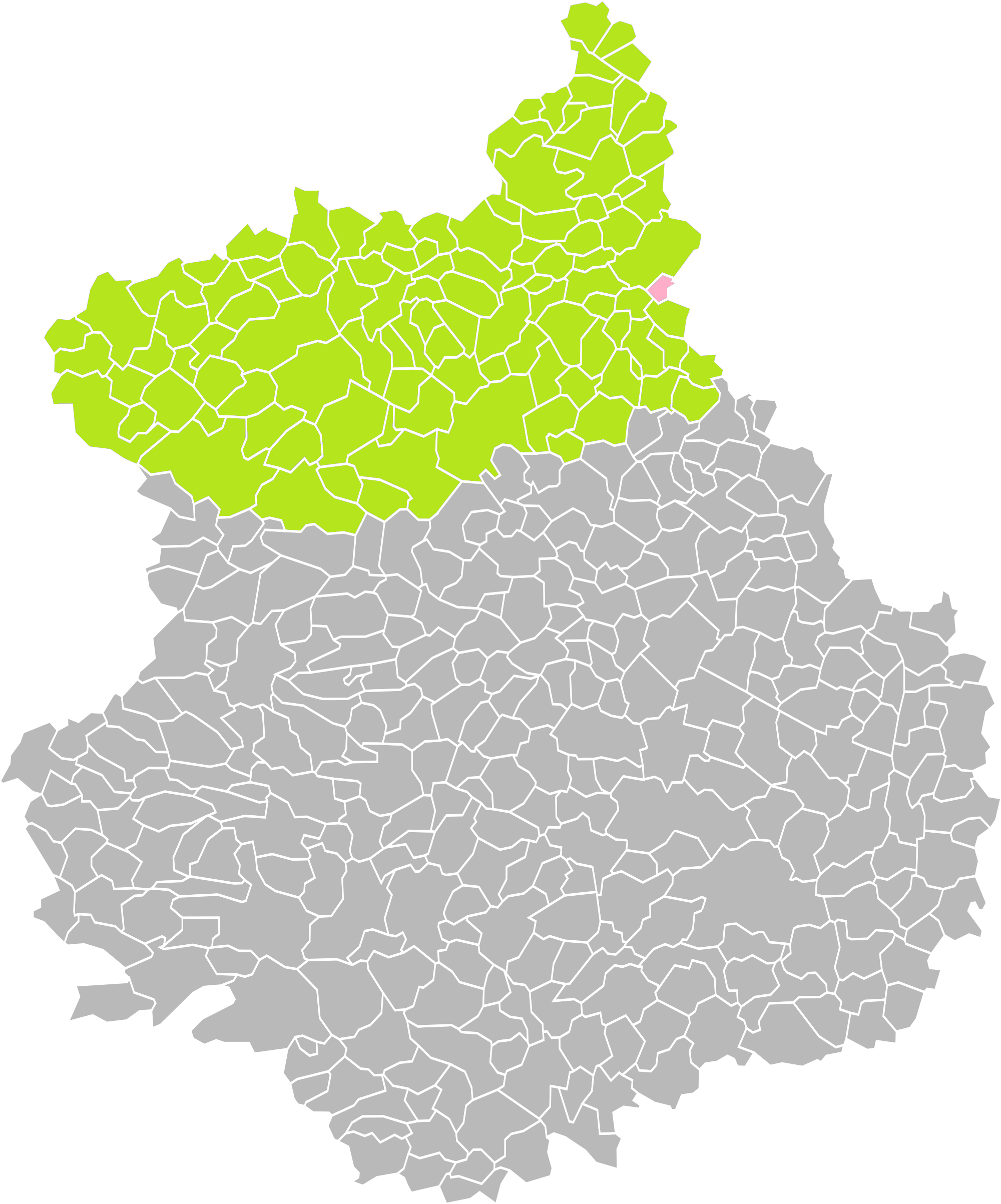
Les Pinthières dans son arrondissement.
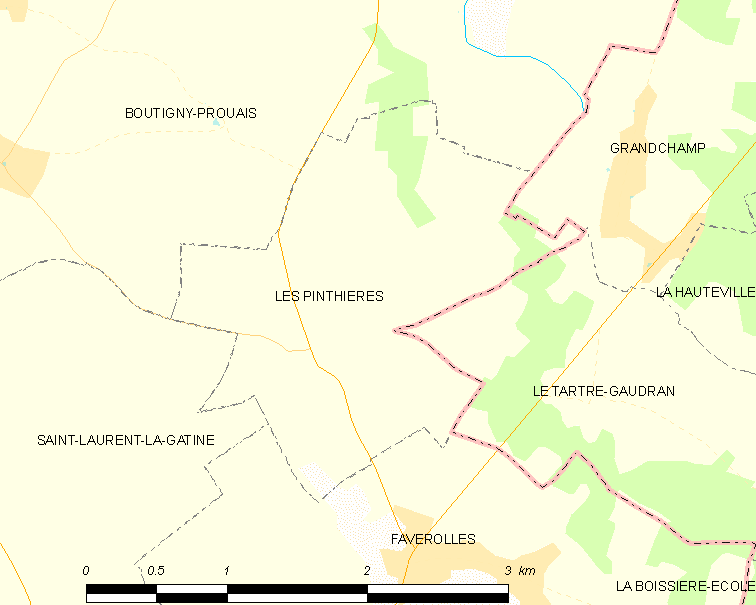
Carte de la commune des Pinthières.

### Communes, département et région limitrophes
La commune est limitrophe du département des Yvelines et de la région Île-de-France.
Les communes limitrophes sont Faverolles, Saint-Laurent-la-Gâtine, Le Tartre-Gaudran, Senantes et Boutigny-Prouais.
|                                        | Boutigny-Prouais (Eure-et-Loir) | Grandchamp (Yvelines)        |
|                                        | des Pinthières                  | Le Tartre-Gaudran (Yvelines) |
| Saint-Laurent-la-Gâtine (Eure-et-Loir) | Faverolles (Eure-et-Loir)       |                              |

### Climat
Pour des articles plus généraux, voir Climat du Centre-Val de Loire et Climat d'Eure-et-Loir.
En 2010, le climat de la commune est de type climat océanique dégradé des plaines du Centre et du Nord, selon une étude du CNRS s'appuyant sur une série de données couvrant la période 1971-2000. En 2020, Météo-France publie une typologie des climats de la France métropolitaine dans laquelle la commune est dans une zone de transition entre le climat océanique et le climat océanique altéré et est dans la région climatique  Sud-ouest du bassin Parisien, caractérisée par une faible pluviométrie, notamment au printemps (120 à 150 mm) et un hiver froid (3,5 °C). 
Pour la période 1971-2000, la température annuelle moyenne est de 10,5 °C, avec une amplitude thermique annuelle de 14,5 °C. Le cumul annuel moyen de précipitations est de 638 mm, avec 10,7 jours de précipitations en janvier et 7,9 jours en juillet. Pour la période 1991-2020, la température moyenne annuelle observée sur la station météorologique de Météo-France la plus proche, « Bû_sapc », sur la commune de Bû à 12 km à vol d'oiseau, est de 11,4 °C et le cumul annuel moyen de précipitations est de 633,2 mm,. Pour l'avenir, les paramètres climatiques de la commune estimés pour 2050 selon différents scénarios d'émission de gaz à effet de serre sont consultables sur un site dédié publié par Météo-France en novembre 2022.

### Transport

#### Gares et haltes ferroviaires
| Marchezais - Broué (halte) | Houdan  | Maintenon | Épernon | Dreux   |
| -------------------------- | ------- | --------- | ------- | ------- |
| 8,5 km                     | 10,7 km | 13,1 km   | 13,6 km | 14,9 km |

#### Aéroport et aérodrome
| Toussus-le-Noble | Evreux  | Pontoise |
| ---------------- | ------- | -------- |
| 39.9 km          | 44.5 km | 55.9 km  |

## Urbanisme

### Typologie
Au 1er janvier 2024, Les Pinthières sont catégorisées commune rurale à habitat dispersé, selon la nouvelle grille communale de densité à 7 niveaux définie par l'Insee en 2022.
Elle est située hors unité urbaine. Par ailleurs la commune fait partie de l'aire d'attraction de Paris, dont elle est une commune de la couronne,. 

### Occupation des sols
L'occupation des sols de la commune, telle qu'elle ressort de la base de données européenne d’occupation biophysique des sols Corine Land Cover (CLC), est marquée par l'importance des territoires agricoles (86,6 % en 2018), en diminution par rapport à 1990 (93,1 %). La répartition détaillée en 2018 est la suivante : 
terres arables (85,7 %), forêts (6,9 %), zones urbanisées (6,5 %), zones agricoles hétérogènes (0,9 %). L'évolution de l’occupation des sols de la commune et de ses infrastructures peut être observée sur les différentes représentations cartographiques du territoire : la carte de Cassini (XVIIIe siècle), la carte d'état-major (1820-1866) et les cartes ou photos aériennes de l'IGN pour la période actuelle (1950 à aujourd'hui).

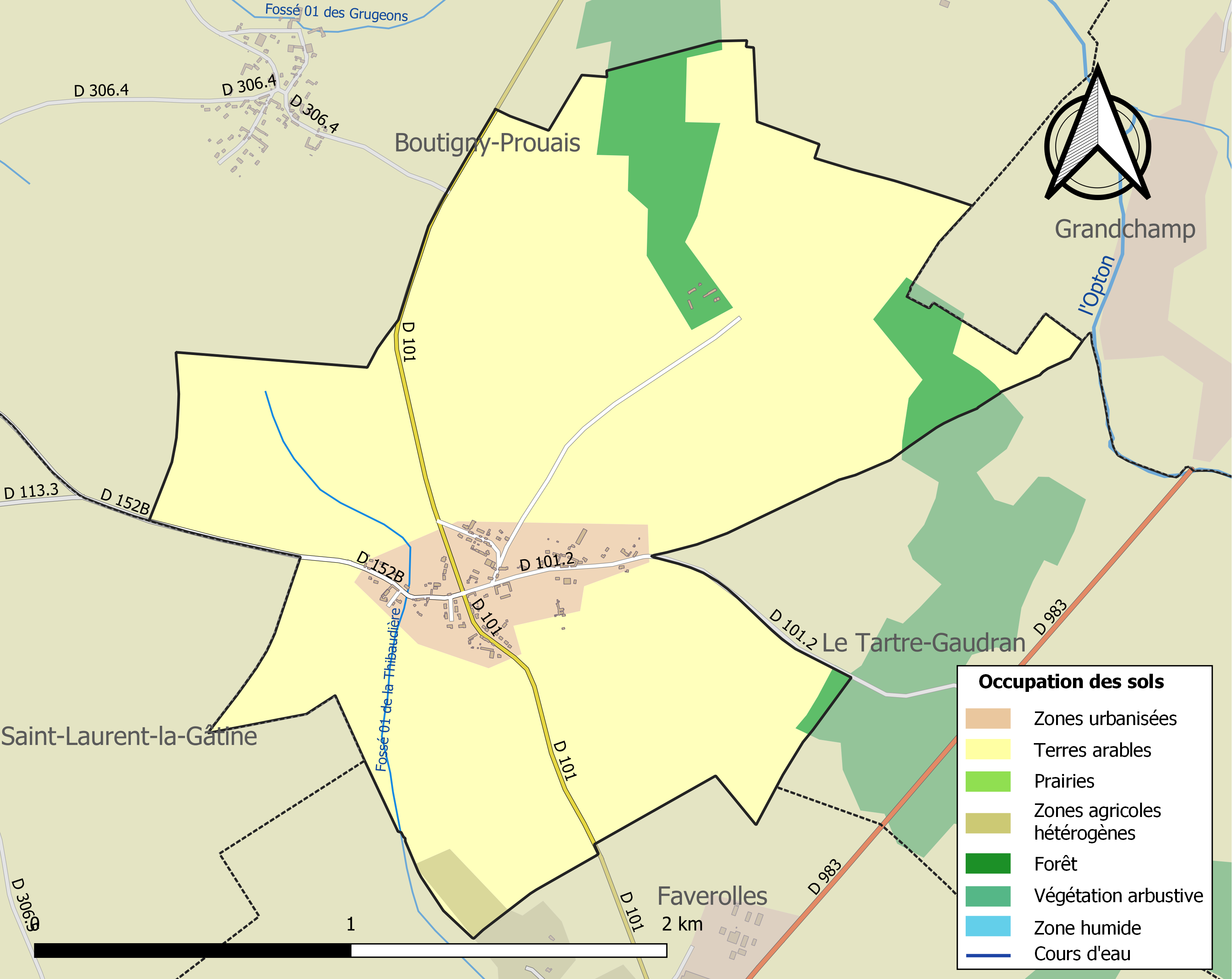
Carte des infrastructures et de l'occupation des sols de la commune en 2018 (CLC).

### Risques majeurs
Le territoire de la commune des Pinthières est vulnérable à différents aléas naturels : météorologiques (tempête, orage, neige, grand froid, canicule ou sécheresse), inondationset séisme (sismicité très faible). Il est également exposé à un risque technologique, le transport de matières dangereuses. Un site publié par le BRGM permet d'évaluer simplement et rapidement les risques d'un bien localisé soit par son adresse soit par le numéro de sa parcelle.

#### Risques naturels
Certaines parties du territoire communal sont susceptibles d’être affectées par le risque d’inondation par débordement de cours d'eau, notamment La commune a été reconnue en état de catastrophe naturelle au titre des dommages causés par les inondations et coulées de boue survenues en 1999,.

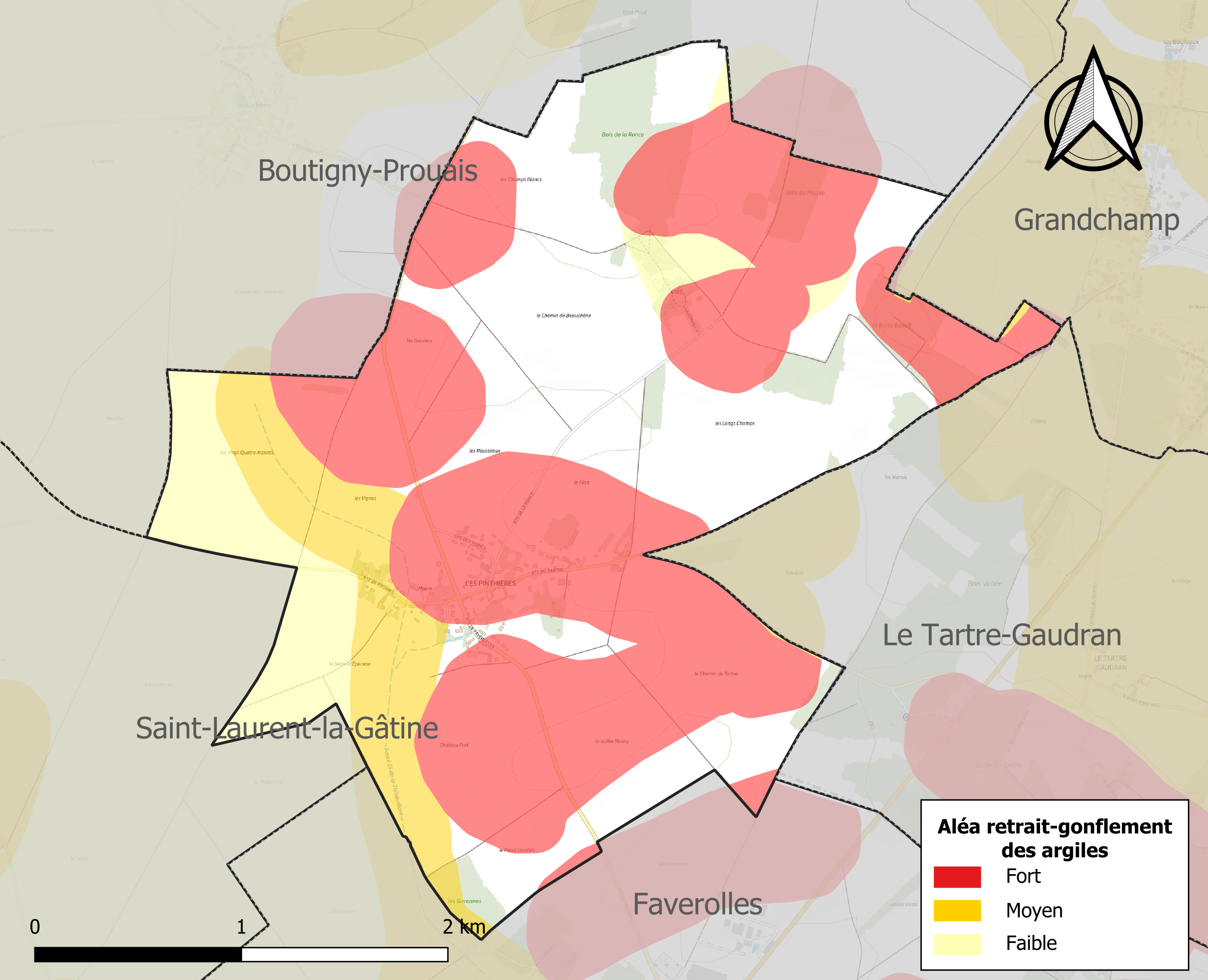
Carte des zones d'aléa retrait-gonflement des sols argileux des Pinthières.

Le retrait-gonflement des sols argileux est susceptible d'engendrer des dommages importants aux bâtiments en cas d’alternance de périodes de sécheresse et de pluie. 57,9 % de la superficie communale est en aléa moyen ou fort (52,8 % au niveau départemental et 48,5 % au niveau national). Sur les 79 bâtiments dénombrés sur la commune en 2019, 73 sont en aléa moyen ou fort, soit 92 %, à comparer aux 70 % au niveau départemental et 54 % au niveau national. Une cartographie de l'exposition du territoire national au retrait gonflement des sols argileux est disponible sur le site du BRGM,.
Concernant les mouvements de terrains, la commune a été reconnue en état de catastrophe naturelle au titre des dommages causés par des mouvements de terrain en 1999.

#### Risques technologiques
Le risque de transport de matières dangereuses sur la commune est lié à sa traversée par des infrastructures routières ou ferroviaires importantes ou la présence d'une canalisation de transport d'hydrocarbures. Un accident se produisant sur de telles infrastructures est en effet susceptible d’avoir des effets graves au bâti ou aux personnes jusqu’à 350 m, selon la nature du matériau transporté. Des dispositions d’urbanisme peuvent être préconisées en conséquence.

## Toponymie
Le nom de la localité est attesté sous les formes Spinterie en 1162, Espinteriae en 1250, Espinterie vers 1270, Espintières entre 1351 et 1396, Spinterie fin du XVe siècle, les Pinctieres entre 1580 et 1660, Les Pinthières en 1758, Les Peinthieres en 1793, Les Pintières en 1801.
Peut-être du bas latin spintaria, « atelier d'épingle, épinglerie ». L’article les de la forme pluriel est du XVIe siècle. La mécoupure explique l’évolution : Espinterie, l’Espintière, les Pintières, d’où l’apparition de la forme pluriel. Le h est parasite et muet.

## Histoire
Au XIIIe siècle, l'église Saint-Martin a été construite en cailloux et contreforts en grès. Elle a finalement été vendue par l'évêché en 1823 et les objets qui s'y trouvaient cédés aux autres paroisses. Aujourd'hui, elle appartient à la commune et l'association Restauration Patrimoine des Pinthières, créée en 1986, a pour objectif de la réhabiliter pour en faire une maison des associations.

## Politique et administration

### Liste des maires
| Période                                  | Période  | Identité         | Étiquette | Qualité                              |
| ---------------------------------------- | -------- | ---------------- | --------- | ------------------------------------ |
| Les données manquantes sont à compléter. |          |                  |           |                                      |
| avant 1988                               | ?        | Bernard Tholance |           |                                      |
| 2001                                     | En cours | Pierre Goudin,   |           | Agriculteur sur moyenne exploitation |

## Population et société

### Démographie
L'évolution du nombre d'habitants est connue à travers les recensements de la population effectués dans la commune depuis 1793. Pour les communes de moins de 10 000 habitants, une enquête de recensement portant sur toute la population est réalisée tous les cinq ans, les populations de référence des années intermédiaires étant quant à elles estimées par interpolation ou extrapolation. Pour la commune, le premier recensement exhaustif entrant dans le cadre du nouveau dispositif a été réalisé en 2004.

En 2022, la commune comptait 164 habitants, en évolution de −9,89 % par rapport à 2016 (Eure-et-Loir : −0,23 %, France hors Mayotte : +2,11 %).
| 1793 | 1800 | 1806 | 1821 | 1831 | 1836 | 1841 | 1846 | 1851 |
| ---- | ---- | ---- | ---- | ---- | ---- | ---- | ---- | ---- |
| 105  | 113  | 115  | 98   | 136  | 129  | 129  | 127  | 122  |

| 1856 | 1861 | 1866 | 1872 | 1876 | 1881 | 1886 | 1891 | 1896 |
| ---- | ---- | ---- | ---- | ---- | ---- | ---- | ---- | ---- |
| 117  | 108  | 113  | 102  | 105  | 107  | 116  | 113  | 105  |

| 1901 | 1906 | 1911 | 1921 | 1926 | 1931 | 1936 | 1946 | 1954 |
| ---- | ---- | ---- | ---- | ---- | ---- | ---- | ---- | ---- |
| 87   | 75   | 75   | 59   | 69   | 58   | 63   | 78   | 67   |

| 1962 | 1968 | 1975 | 1982 | 1990 | 1999 | 2004 | 2006 | 2009 |
| ---- | ---- | ---- | ---- | ---- | ---- | ---- | ---- | ---- |
| 60   | 65   | 59   | 55   | 93   | 132  | 156  | 169  | 172  |

| 2014 | 2019 | 2022 | - | - | - | - | - | - |
| ---- | ---- | ---- | - | - | - | - | - | - |
| 177  | 171  | 164  | - | - | - | - | - | - |

## Culture locale et patrimoine

### Lieux et monuments
- L'ancienne église Saint-Martin.

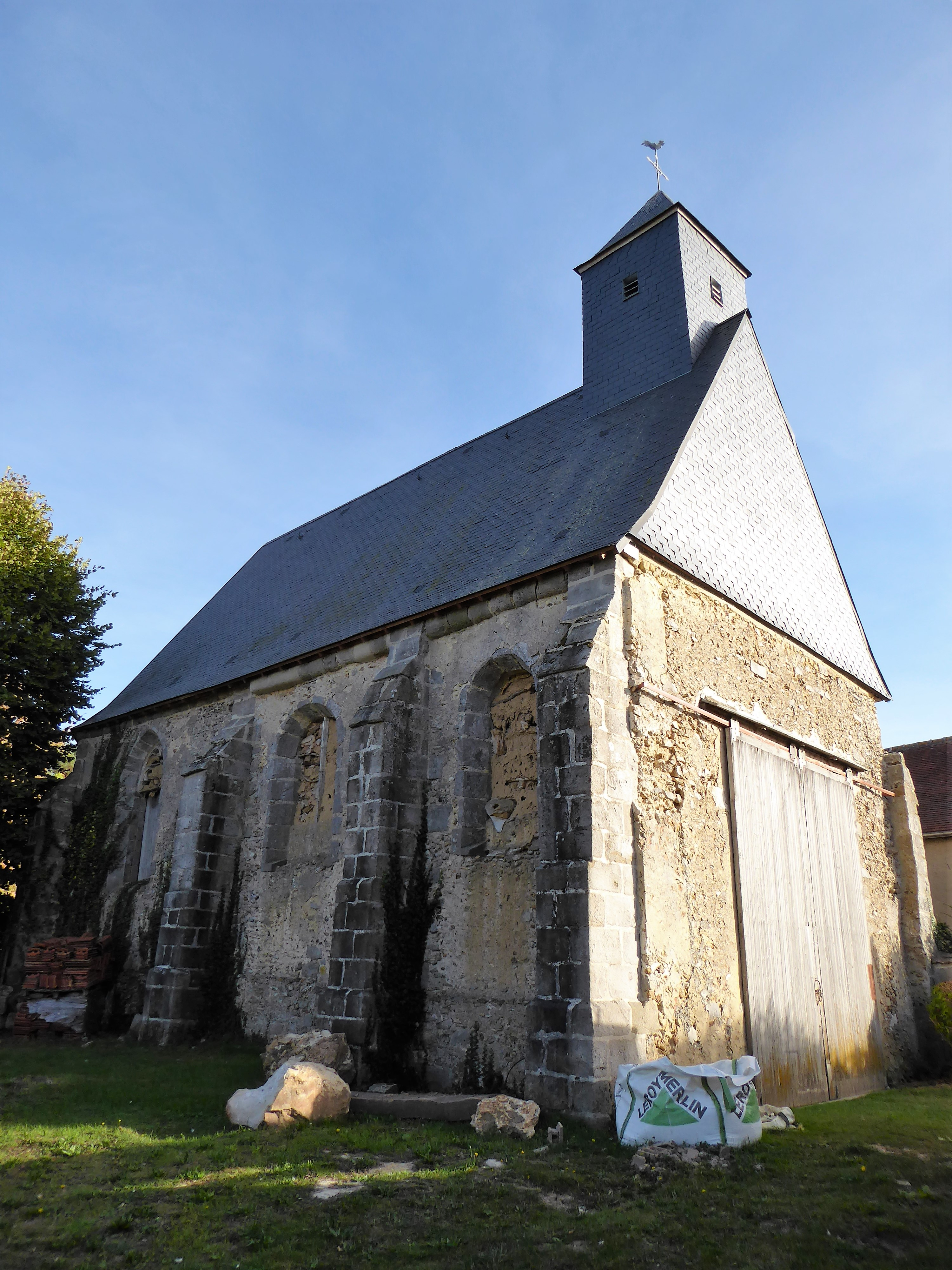
L'église Saint-Martin en 2018.

- Le château de la Ronce, construit au XIIIe siècle, se trouve à 1 km au nord de la commune. Il s'agit d'un ancien manoir seigneurial[réf. souhaitée].